# (7808) Bagould
(7808) Bagould – planetoida z grupy pasa głównego asteroid okrążająca Słońce w ciągu 4 lat i 37 dni w średniej odległości 2,56 j.a. Została odkryta 5 kwietnia 1976 roku w Obserwatorium Féliksa Aguilara przez Mario Cesco. Nazwa planetoidy pochodzi od Benjamina Apthorpa Goulda (1824-1896), założyciela Astronomical Journal (1849), pierwszego dyrektora Córdoba Observatory oraz inicjatora badań astronomicznych i meteorologicznych w Argentynie. Przed nadaniem nazwy planetoida nosiła oznaczenie tymczasowe (7808) 1976 GL8.